# Ривера, Эдгар
Эдгар Алехандро Ривера Моралес (исп. Edgar Alejandro Rivera Morales; род. 13 февраля 1991, Агуа-Приета, Сонора) — мексиканский легкоатлет, специалист по прыжкам в высоту. Выступает за сборную Мексики по лёгкой атлетике с 2005 года, победитель и призёр первенств национального значения, действующий рекордсмен страны в помещении, участник трёх летних Олимпийских игр.

## Биография
Эдгар Ривера родился 13 февраля 1991 года в городе Агуа-Приета, штат Сонора.
Впервые заявил о себе на международном уровне в сезоне 2005 года, когда вошёл в состав мексиканской национальной сборной и в прыжках в высоту выиграл Международные детские игры в Ковентри.
В 2006 году стал серебряным призёром на юношеском первенстве Центральной Америки и Карибского бассейна в Порт-оф-Спейн, выиграл Международные детские игры в Бангкоке.
На юношеском мировом первенстве 2007 года в Остраве занял пятое место в программе прыжков в высоту.
В 2008 году закрыл десятку сильнейших на юниорском мировом первенстве в Быдгоще.
На юниорском панамериканском первенстве 2009 года в Порт-оф-Спейн получил награду серебряного достоинства.
В 2010 году стал шестым на юниорском мировом первенстве в Монктоне.
Будучи студентом, в 2011 году выступил на Универсиаде в Шэньчжэне. Также в этом сезоне принял участие в чемпионате мира в Тэгу, показал восьмой результат на домашних Панамериканских играх в Гвадалахаре.
В 2012 году победил на молодёжном первенстве NACAC в Ирапуато.
В 2013 году был десятым на Универсиаде в Казани, выступил на чемпионате мира в Москве.
В 2014 году был лучшим на иберо-американском чемпионате в Сан-Паулу, завоевал бронзовую медаль на Панамериканском спортивном фестивале в Мехико, стал четвёртым на Играх Центральной Америки и Карибского бассейна в Веракрусе.
На Панамериканских играх 2015 года в Торонто занял итоговое седьмое место.
В феврале 2016 года на соревнованиях в чешском Брно установил ныне действующий национальный рекорд Мексики в прыжках в высоту в помещении — 2,30 метра, тогда как летом в Монтеррее установил личный рекорд на открытом стадионе — 2,29 метра. Выполнив олимпийский квалификационный норматив, удостоился права защищать честь страны на летних Олимпийских играх в Рио-де-Жанейро — в прыжках в высоту показал результат 2,17 метра, не сумев преодолеть предварительный квалификационный этап.
После Олимпиады в Рио Ривера остался в составе мексиканской легкоатлетической сборной и продолжил принимать участие в крупнейших международных турнирах. Так, в 2017 году он выступил на чемпионате мира в Лондоне, где с результатом 2,29 метра стал в финале четвёртым.
В 2018 году был восьмым на Играх Центральной Америки и Карибского бассейна в Барранкилье и шестым на чемпионате NACAC в Торонто.
В 2019 году занял девятое место на Панамериканских играх в Лиме.
Занимался лёгкой атлетикой в США во время учёбы в Аризонском университете. Приходится младшим братом известному мексиканскому прыгуну в длину Луису Ривере.